# Masse critique (manifestation cycliste)
Pour les articles homonymes, voir masse critique.
 (avril 2020).
Si vous disposez d'ouvrages ou d'articles de référence ou si vous connaissez des sites web de qualité traitant du thème abordé ici, merci de compléter l'article en donnant les références utiles à sa vérifiabilité et en les liant à la section « Notes et références ».

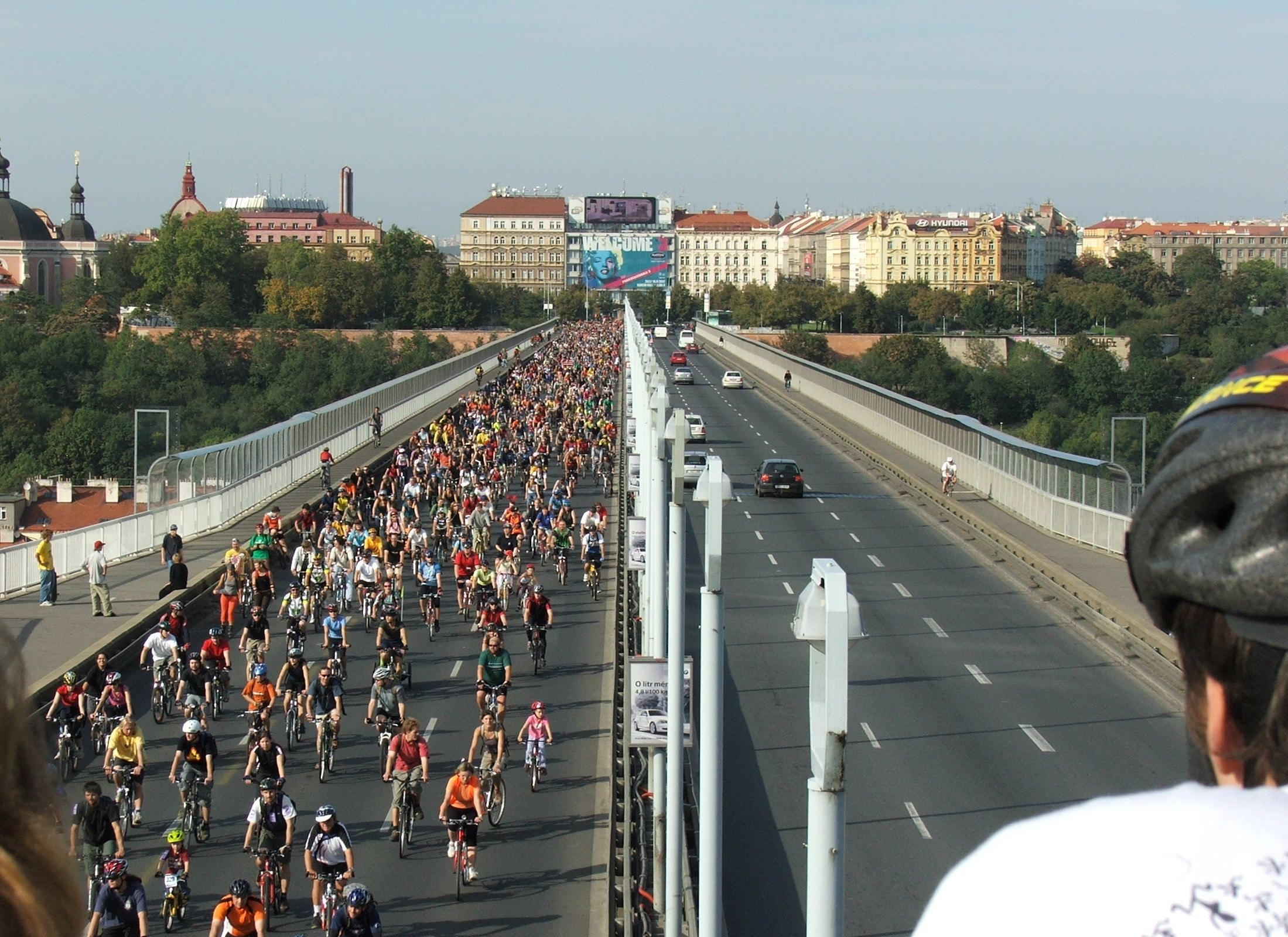
Masse critique à Prague, 22 septembre 2007.

Une masse critique (de l'anglais critical mass, terme également utilisé en français) est une manifestation à bicyclette (ou tout autre moyen de transport sans moteur, tels les patins, les planches à roulettes, etc.), organisée simultanément le dernier vendredi du mois dans plus d'une centaine de villes dans le monde.
Le mouvement a démarré à San Francisco : la première masse critique y eut lieu le 25 septembre 1992 avec une cinquantaine de participants. Le mouvement est devenu international et des masses critiques sont maintenant organisées en Amérique du Nord, Europe, Australie, Asie et Amérique Latine.
L'ampleur des masses critiques peut varier d'une centaine à quelques milliers de participants dans chaque ville.
Les masses critiques se déroulent en milieu essentiellement urbain.
On estime qu'il y a actuellement 325 villes où elles sont organisées.
Ce mouvement se rattache aux mouvements environnementalistes et aux mouvements altermondialistes, notamment au mouvement Reclaim the streets ou, en France, au mouvement Vélorution et à l'activisme cycliste.

## Histoire
Le terme « masse critique » vient du documentaire de Ted White Return of the Scorcher (1992). Dans ce film, George Bliss parle du trafic routier en Chine, où sans feux de signalisation aux croisements, les cyclistes attendent d'être assez nombreux, de faire masse pour s'engager et traverser ensemble[réf. incomplète],.
Ce terme provient sans doute également de son homonyme en sociologie (EN) où il décrit le nombre nécessaire de personnes qui, ayant une idée différente, permet de changer la dynamique alors en place. Ce terme est lui-même emprunté à la physique nucléaire, où il exprime la quantité de substance nécessaire au maintien d'une réaction en chaîne.

## Diversité des objectifs

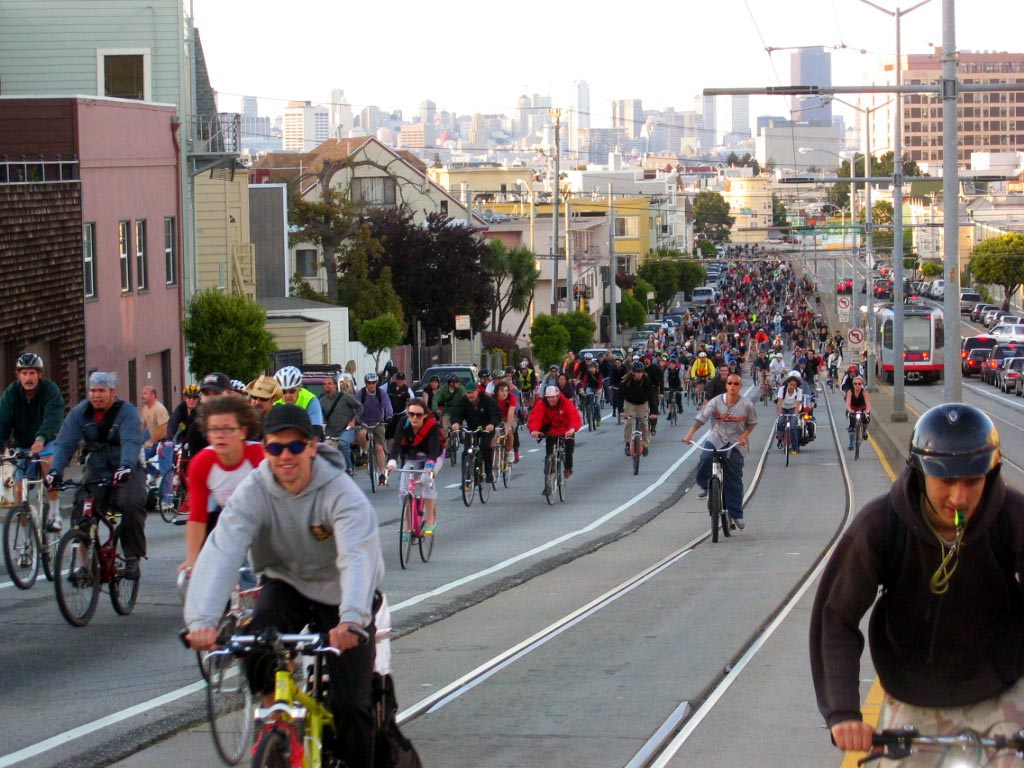
Masse critique à San Francisco, 29 avril 2005.

L'objectif d'une masse critique est variable, n'allant parfois pas au-delà de la rencontre, la sociabilité et l'évènement, avec la création d'un espace public d'où les automobiles sont exclues pour laisser place aux citadins, aux alternatives parfois festives.
D'autres masses critiques peuvent être axées sur un thème d'activisme cycliste : montrer les aménagements ou l'absence d'aménagements pour les cyclistes, les problèmes de sécurité, rendre visible et promouvoir l'utilisation de moyens de transports non polluants, faciliter la cohabitation des usagers de la route...
Les masses critiques sont souvent liées au mouvement écologiste, en particulier au mouvement Car-free, qui estime que l'usage privé de l'automobile est une catastrophe pour l'environnement local et global, ou liées au mouvement citoyen de réappropriation de l'espace public urbain, pour des conditions de qualité de vie tant au point de vue social que physique.
Suivant les participants les masses critiques peuvent être festives, revendicatrices. Elles peuvent pratiquement initier à la désobéissance civile, pour mettre en évidence les règles jugées dangereuses ou inadéquates pour les usagers faibles de la route.

## Formes d'organisation
À l'origine, les critical masses sont des manifestations auto-organisées (on utilise fréquemment le terme de « coïncidence organisée ») avec une structure en rhizome plutôt que hiérarchique, sans leader, organisateur et sans affiliation de membre, initiées par un simple rendez-vous donné à un lieu donné. À la dernière minute, des volontaires se proposent pour se placer en tête de groupe afin de sécuriser les carrefours. Parfois, la route peut être décidée par vote quelques jours auparavant entre plusieurs itinéraires suggérés ; sinon, elle est choisie le jour même, au hasard des évolutions dans la ville.
Ces méthodes libèrent le mouvement des masses critiques d'une structure hiérarchique, de réunions, de politique interne, etc.
Quand elles sont préparées, ce sont généralement des organisations environnementales ou des associations de cyclistes qui prennent en charge et promeuvent les masses critiques, qui peuvent alors se dérouler avec un parcours balisé avec action spectaculaire dans des lieux de trafic important, des itinéraires choisis avec un thème, un accompagnement d'un service d'ordre. Les points de rendez-vous sont parfois indiqués sur Internet, des sites reprenant les adresses des différentes villes où des masses critiques sont organisées.

## Identités Graphiques
Depuis 1992, les différentes Critical Mass ont abordé des identités graphiques très variées (Seattle, San-Francisco). On retrouve cependant une récurrence du logo symbolisant un vélo et un poing levé, geste universel des luttes et à l'appel à manifester. Ce logo est toujours repris, cependant, beaucoup d'événements ont développés des identités visuelles propres, se détachant graphiquement de l'esprit d'activisme pour une communication plus rassembleuse et inclusive (Zurich, Millau). Les Kidicalmass, Critical Mass pour enfants, présentent elles aussi des visuels adaptés.

## Incidents

### Conflit avec le maire de San Francisco
Après avoir été bloqué dans sa limousine par une masse critique, le maire de San Francisco, Willie Brown, leur déclare la guerre : il exige que tous les participants soient arrêtés et commence une polémique par presse interposée, qui aboutit à la remise en question de la masse critique suivante du mois de juillet. Le maire refusant de rencontrer les cyclistes, un groupe de leaders autoproclamés essaye d'établir un semblant d'ordre et la presse diffuse un itinéraire pseudo « agréé ». Le vendredi, le maire essaye de s'adresser à la foule au point de rendez-vous mais est réduit au silence. La masse suit durant un pâté de maisons l'itinéraire supposé puis dévie « downtown ». L'événement se transforme en bataille entre cyclistes et automobilistes, avec bicyclettes endommagées et plus de 200 arrestations.
Après cet événement, la renommée des masses critiques est faite : certains auteurs (dont Naomi Klein) situent la naissance des masses critiques en 1997.

### Incident de Porto Alegre
Le vendredi 25 février 2011 à Porto Alegre au Brésil, une voiture a foncé délibérément sur les cyclistes, provoquant des dizaines de blessés mais aucun mort. Le chauffard a fui par la suite, mais a été poursuivi par des cyclistes, avant de se retourner sur le toit.

### Amendes en Suisse
Le 29 mai 2020, alors que la manifestation est interdite pour cause de pandémie, un cycliste tentant de s'y rendre est condamné avant d'être acquitté (notamment vu la décision de la Cour européenne des droits de l'homme jugeant qu'interdire toute manifestation est une atteinte disproportionnée à la liberté de réunion,). La procureure fait appel. En décembre 2022, la Chambre pénale d’appel et de révision juge le cycliste coupable de ne pas s'être arrêté pour un contrôle d'identité, mais le condamne à aucune peine vu le peu d'importance de l'affaire ; par ailleurs, le tribunal juge que la police a déployé des moyens « manifestement hors de proportion » en le poursuivant et que le Ministère public aurait dû classer l'affaire.
Le 17 août 2021, à Genève, plusieurs cyclistes ont reçu des amendes pour infraction à la loi routière (gêne du trafic).